# HEARTBEATが止まらないっ!
「HEARTBEATが止まらないっ!」（ハートビートがとまらないっ!）は、ゆいかおりの3枚目のシングル。2010年11月17日にキングレコードから発売された。

## 概要
表題曲「HEARTBEATが止まらないっ!」は、Webラジオ『ゆいかおりの実♪』の主題歌、及びニコニコ生放送『電波研究社』の11月エンディングテーマとして使用された。
グループ初となる、初回盤と通常盤の2形態で販売され、前者には「HEARTBEATが止まらないっ!」のPVを収録したDVDが同梱されている。小倉によればその中にはハートビートマンが出演しているという

## 収録曲
1. HEARTBEATが止まらないっ! [4:01]
作詞：前山田健一、作曲：俊龍、編曲：Sizuk
  - Webラジオ『ゆいかおりの実♪』主題歌
  - ニコニコ生放送『電波研究社』11月度エンディングテーマ
2. Our Song [3:49]
作詞：大森祥子、作曲・編曲：宮崎誠
3. HEARTBEATが止まらないっ! （off vocal ver.）
4. Our Song（off vocal ver）

DVD（初回限定盤のみ）
1. HEARTBEATが止まらないっ!（MUSIC CLIP）

## 収録アルバム
| 曲名                     | 収録アルバム | 発売日        |
| ------------------------ | ------------ | ------------- |
| HEARTBEATが止まらないっ! | 『Puppy』    | 2011年9月21日 |